# NHL Hockey
NHL Hockey (na rynku Ameryki Północnej, EA Hockey w Europie) – gra wideo o tematyce hokejowej, stworzona przez Park Place Productions, wydana na platformę Mega Drive/Genesis w 1991 roku przez Electronic Arts.
NHL Hockey jest pierwszą grą z serii NHL.